# Stylochirus haemisphaericus
Stylochirus haemisphaericus är en spindeldjursart som först beskrevs av Koch 1839.  Stylochirus haemisphaericus ingår i släktet Stylochirus och familjen Ologamasidae. Inga underarter finns listade i Catalogue of Life.